# 新彼得里夫卡 (扎波羅熱區)
48°3′55″N 34°59′0″E / 48.06528°N 34.98333°E
新彼得里夫卡（羅馬化：Novopetrivka）是位於烏克蘭東南部的村莊，由扎波羅熱州扎波羅熱区的希羅凱市鎮負責管轄。該村始建於1870年，面積24.4平方公里，海拔高度96米，2001年人口599，人口密度每平方公里24.6人。